# 永安镇 (突泉县)
永安镇，是中华人民共和国内蒙古自治区兴安盟突泉县下辖的一个乡镇级行政单位。

## 行政区划
永安镇下辖以下地区：
永平社区、永发村、敖牛村、永德村、永长村、永安村、永乐村、永久村、永巨村、四家子村、巨有村、靠山村、新力村、杜乐村、杜兴村和哈拉沁村。